# 中央製作所
株式会社中央製作所（ちゅうおうせいさくしょ、英: CHUO SEISAKUSHO, LTD.）は、愛知県名古屋市瑞穂区に本社を置く電気機器メーカーである。電源機器、表面処理装置、電気溶接機、 電解加工機、環境機器の製造・販売などを行っている。名古屋証券取引所メイン市場単独上場銘柄である。

## 沿革
- 1936年（昭和11年）4月27日 - 「株式会社中央製作所」として設立[2]。
- 1961年（昭和36年）10月 - 名古屋証券取引所市場第二部に株式を上場[2]。
- 1964年（昭和39年）2月 - 子会社であった東洋ウェルダー株式会社を吸収合併[2]。
- 1999年（平成11年）8月 - ISO 9001認証を取得[2]。
- 2007年（平成19年）11月 - ISO 14001認証を取得[2]。

## 事業所
- 本社 / 本社工場（愛知県名古屋市瑞穂区）[4]
- 東京支店（東京都品川区）[4]
- 大阪支店（大阪府大阪市東成区）[4]
- 仙台営業所（宮城県仙台市若林区）[4]
- 広島営業所（広島県福山市）[4]
- 福岡営業所（福岡県福岡市博多区）[4]

## 関連会社
- 後藤商事株式会社[3]
- 株式会社ヤマサンコーポレーション[3]
- 株式会社オーシーシー[3]
- 株式会社エミック[3]
- 株式会社ミヨシ[3]